# Татяна Захар Подолинська
Тетяна Захар Подолинська, до шлюбу Крупова (нар. 24 лютого 1972, Шаля)  — директорка Інституту етнології та соціальної антропології Словацької академії наук (ÚESA SAV). Вона вивчала історію, філософію та релігієзнавство на філософському факультеті університету Коменського в Братиславі. Тривалий час займалася питанням ромів у Словаччині. Нині також займається питаннями народної релігійності, релігійності ромів, а також релігійної іконографії та європейських міфологій.

## Життєпис
У 1995 та 1996 роках викладала в середній школі. У 1996 році почала працювати в Інституті етнології та соціальної антропології Словацької академії наук, де брала участь у численних дослідницьких проєктах. Вона також брала участь у кількох наукових конференціях у Словаччині та за кордоном. У 1997—2013 роках була головною редакторкою наукового журналу «Slovenský národopis».
Проводила дослідження в Словаччині, Італії, Франції, Швеції, Мексиці та Гватемалі. З 1998 року викладає в Університеті Масарика у Брно та на факультеті філософії Університету Коменського в Братиславі.

## Відзнаки та нагороди
На основі:
- 2006 рік — Книжкова премія Літературного фонду за 2006 р. у номінації міждисциплінарні та енциклопедичні праці.
- 2007 рік — І місце в конкурсі Молодий дослідник САВ до 35 років (3ОВ САВ)
- 2009 рік — Нагорода віцепрем'єр-міністра та міністра освіти Словацької Республіки 2009 р.

## Публікації
На основі:

### Монографії
- KRUPOVÁ, Tatiana — KOVÁČ, Milan: Správa про високу релігійність Братиславських вищих шкіл. Братислава: Chronos 1993.
- ПОДОЛИНСЬКА, Тетяна — КОВАЧ, Мілан: Lacandónci — останні праві Майовія. Братислава: Хронос 2000.
- ПОДОЛИНСЬКА, Тетяна: "Релігіозити в епоху модерну. Припад Словенско. " В: Суспільствознавство, 2008, рок. 5, č. 3, С. 51 — 87 (розробка в монографії).
- ПОДОЛІНСЬКА, Тетяна — ХРУСТИЧ, Томаш: Бог веде перешкоди. Social inklúzia Romov nábozenskou cestou. Úet SAV, Bytca: Coreta, 2010.ISBN 978-80-89027-34-7, 174 с. Доступний онлайн
- ПОДОЛІНСЬКА, Татяна — ХРУСТИЧ, Томаш: Релігія як шлях до змін? Можливості соціальної інтеграції ромів у Словаччині. Братислава: Фундація Фрідріха Еберта, Інститут етнології, 2011,ISBN 978-80-89149-20-9, 48 с. Доступний онлайн.
- PODOLINSKÁ, Tatiana — KRIVÝ, Vladimir — BAHNA, Miloslav: Religiozita: Slovensko a jeho susedia. В: Володимир, Кривий (вид.): As mení slovenská spoločnosť. Братислава: Sociologický ústav SAV, 2013, стор. 187—265.ISBN 9788085544824 (розділ у монографії)